# The Band (musikalbum)
The Band är folkrockbandet The Bands andra album, utgivet i september 1969. Robbie Robertson började med det här albumet utmärka sig som bandets huvudsakliga låtskrivare. Till de mer kända låtarna hör "The Night They Drove Old Dixie Down", "Up on Cripple Creek" och "King Harvest (Has Surely Come)".
Albumet blev 9:a på Billboard 200 och 25:a på UK Albums Chart. Tidskriften Rolling Stone utnämnde det 2003 till det 45:e bästa genom tiderna.
1997 gjordes en dokumentär om inspelningen av albumet i serien Classic Albums.

## Låtlista
| Nr  | Titel                               | Kompositör                | Sångare | Längd |
| --- | ----------------------------------- | ------------------------- | ------- | ----- |
| 1.  | Across the Great Divide             | Robbie Robertson          | Manuel  | 2:53  |
| 2.  | Rag Mama Rag                        | Robertson                 | Helm    | 3:04  |
| 3.  | The Night They Drove Old Dixie Down | Robertson                 | Helm    | 3:33  |
| 4.  | When You Awake                      | Robertson, Richard Manuel | Danko   | 3:13  |
| 5.  | Up on Cripple Creek                 | Robertson                 | Helm    | 4:34  |
| 6.  | Whispering Pines                    | Robertson, Manuel         | Manuel  | 3:58  |
| 7.  | Jemima Surrender                    | Robertson, Levon Helm     | Helm    | 3:31  |
| 8.  | Rockin' Chair                       | Robertson                 | Manuel  | 3:43  |
| 9.  | Look Out Cleveland                  | Robertson                 | Danko   | 3:09  |
| 10. | Jawbone                             | Robertson, Manuel         | Manuel  | 4:20  |
| 11. | The Unfaithful Servant              | Robertson                 | Danko   | 4:17  |
| 12. | King Harvest (Has Surely Come)      | Robertson                 | Manuel  | 3:39  |

### Extraspår på utgåvan 2000
| Nr  | Titel                                                  | Kompositör        | Sångare      | Längd |
| --- | ------------------------------------------------------ | ----------------- | ------------ | ----- |
| 13. | Get Up Jake (Outtake; stereo mix                       | Robertson         | Helm, Danko  | 2:17  |
| 14. | Rag Mama Rag (Alternate vocal take; rough mix)         | Robertson         | Helm         | 3:05  |
| 15. | The Night They Drove Old Dixie Down (Alternate mix)    | Robertson         | Helm         | 4:16  |
| 16. | Up on Cripple Creek (Alternate take)                   | Robertson         | Helm         | 4:51  |
| 17. | Whispering Pines (Alternate take)                      | Robertson, Manuel | Manuel       | 5:09  |
| 18. | Jemima Surrender (Alternate take)                      | Robertson, Helm   | Helm         | 3:49  |
| 19. | King Harvest (Has Surely Come) (Alternate performance) | Robertson         | Manuel, Helm | 4:28  |